# Michail Iwanowitsch Doller
Michail Iwanowitsch Doller, russisch Михаил Иванович Доллер (* 1889 in Wilna, Russisches Kaiserreich; † 15. März 1952 in Moskau) war ein russischer Filmregisseur und Drehbuchautor. Er war für die Filmgesellschaften Meschrabpom und Mosfilm tätig, arbeitete eng mit Wsewolod Pudowkin zusammen und wurde 1941 zwei Mal mit dem Stalinpreis ausgezeichnet.

## Leben
Michail Doller wurde in Wilna im Russischen Kaiserreich geboren (dem heutigen Vilnius, Litauen). Er absolvierte 1910 eine Ausbildung an der Theaterschule in Wilna und arbeitete zwischen 1912 und 1922 als Schauspieler und Regisseur an verschiedenen Bühnen. Zwischen 1922 und 1924 studierte Doller in Lew Kuleschows Theaterwerkstatt. Zwischen 1925 und 1936 arbeitete er als Filmregisseur bei Meschrabpom-Rus und Meschrabpom-Film und war dort an Filmen wie Das Ende von St. Petersburg (1927) oder Der Aufstand der Fischer (1934) beteiligt. Nach der Auflösung von Meschrabpom-Film war Doller ab 1936 bei der Filmgesellschaft Mosfilm tätig und wirkte mit Wsewolod Pudowkin als Ko-Regisseur an den Filmen Sieg (1938) und Minin i Poscharski (1940) mit.

## Filmografie
Regisseur und Produzent
- 1925: Ziegelsteinchen (Кирпичики. Kirpitschiki), Koregie mit Leonid Obolenski
- 1926: Ach, Äpfelchen… (Эх, яблочко! Ech, Jablotschko!), Koregie mit Leonid Obolenski
- 1927: Das Ende von St. Petersburg (Конец Санкт-Петербурга. Konez Sankt-Peterburga), Koregie mit Wsewolod Pudowkin
- 1928: Salamandra (Саламандра), Koregie mit Grigori Roschal
- 1928: Beamten und Menschen (Чины и люди. Tschiny i Ljudi), Koregie mit Jakow Protasanow
- 1930: Ein einfacher Fall (Простой случай. Prostoi Slutschai), Koregie mit Wsewolod Pudowkin
- 1934: Der Aufstand der Fischer (Восстание рыбаков. Wosstanie Rybakow) als Produzent; Regie: Erwin Piscator
- 1938: Sieg (Победа. Pobeda), Koregie mit Wsewolod Pudowkin
- 1939: Minin i Poscharski (Минин и Пожарский), Koregie mit Wsewolod Pudowkin
- 1941: Suworow (Суворов), Koregie mit Wsewolod Pudowkin

Schauspieler
- 1925: Der Todesstrahl (Луч смерти. Lutsch Smerti)
- 1928: Falschmünzer (Саламандра. Salamandra)
- 1932: Horizont (Горизонт. Gorisont)